# Agence nationale de l'accueil des étrangers et des migrants
L'Agence nationale de l'accueil des étrangers et des migrations (ANAEM) était un établissement public administratif de l'État français. L'agence est chargée du service public de l'accueil des étrangers sur l'ensemble du territoire. Elle a été créée à la suite de la fusion entre l'ancien Office des migrations internationales (OMI, lui-même ancien ONI -Office national d'Immigration) et le Service social d'accueil des étrangers (SSAE).
En 2009, l'ANAEM devient l'Office français de l'immigration et de l'intégration (OFII).

## Objet
L'ANAEM dispose de sept missions à l'étranger, certaines en vue de faciliter la venue de travailleurs étrangers saisonniers, de travailleurs, temporaires, et d'assurer le regroupement familial des étrangers installés en France, titulaires d'un titre de séjour :
- Maroc ;
- Tunisie ;
- Turquie.

Ces trois missions assurent elles-mêmes les visites médicales, avec du personnel médical et paramédical employé sous statut local.
- Pologne

Cette mission fait assurer les visites médicales par des organismes locaux conventionnés.
- Mali (compétente pour le Sénégal) ;
- Roumanie ;
- Québec (spécialisée dans l'assistance aux expatriés).

Ces trois dernières missions ne disposent pas de services médicaux.
La réouverture d'une mission en Algérie est envisagée.
Les missions de l'agence à l'étranger sont placées sous le contrôle permanent des représentants diplomatiques et consulaires français à l'étranger.
À ce jour[Quand ?], la mission de l'ANAEM, qui est avant tout l'accueil et l'intégration des étrangers sur le territoire français ainsi que le regroupement familial, est compromise par les nouvelles structures gouvernementales mises en place par le ministère de l'Immigration. Des violences policières ont été évoquées par la presse[Quand ?], notamment l'usage du taser dans les centres de rétention administratifs (CRA) où l'ANAEM est présente, comme celui de Vincennes, ou du Mesnil-Amelot[réf. nécessaire].
Une nouvelle politique, dite du retour « humanitaire », utilise les services d'aide aux retours de l'ANAEM pour remplir les objectifs fixés par le gouvernement. Certaines catégories de migrants sont plus particulièrement ciblées par les forces de police, telles celle des tziganes d'Europe de l'Est, Roms de Roumanie et de Bulgarie, qui partent par avions entiers vers Timişoara, Sofia ou Bucarest. Ces gens par nature « du voyage », reviennent, et repartent, moyennant une prime versée de 300 € par adulte, et de 100 € par enfant. Ces départs sont comptabilisés par les préfets de département ou le préfet de police à Paris, ainsi que l'ANAEM, et encadrés par du personnel rémunéré au SMIC par l'État[réf. nécessaire].

## Composition
L'ANAEM est placé sous la tutelle des ministères de l'Emploi et de l'Immigration.
La commission comprend un président et huit membres désignés par :
- le ministère de l'Immigration, de l'Intégration, de l'Identité nationale et du Développement solidaire (désigne deux membres) ;
- le ministère de l'Emploi ;
- le ministère des Affaires étrangères ;
- le ministère de l'Agriculture ;
- le ministère de l'Éducation nationale ;
- le ministère de la Santé ;
- le ministère du Budget.

La commission se réunit au moins deux fois par an.
Les huit membres ne sont pas rémunérés, tandis que son président perçoit une indemnité annuelle de 39 600 € bruts.